# Rodrigo Barrera
Rodrigo Hernán Barrera Funes (Santiago del Cile, 30 marzo 1970) è un ex calciatore cileno, di ruolo attaccante.